# Wijken en buurten in Zundert
De Nederlandse gemeente Zundert is voor statistische doeleinden onderverdeeld in wijken en buurten. De gemeente is verdeeld in de volgende statistische wijken:
- Wijk 00 Zundert (CBS-wijkcode:087900)
- Wijk 01 Klein-Zundert (CBS-wijkcode:087901)
- Wijk 02 Wernhout (CBS-wijkcode:087902)
- Wijk 03 Achtmaal (CBS-wijkcode:087903)
- Wijk 04 Rijsbergen (CBS-wijkcode:087904)

Een statistische wijk kan bestaan uit meerdere buurten. Onderstaande tabel geeft de buurtindeling met kentallen volgens het Centraal Bureau voor de Statistiek (2008):
| CBS-buurtcode | Buurtnaam                       | Inwonertal | Opp. totaal (ha) | Opp. land (ha) | Ligging                |
| ------------- | ------------------------------- | ---------- | ---------------- | -------------- | ---------------------- |
| BU08790000    | Zundert                         | 6390       | 193              | 193            | Locatie in de gemeente |
| BU08790009    | Verspreide huizen Zundert       | 1120       | 1583             | 1578           | Locatie in de gemeente |
| BU08790100    | Klein-Zundert                   | 1460       | 33               | 33             | Locatie in de gemeente |
| BU08790109    | Verspreide huizen Klein-Zundert | 1080       | 2499             | 2497           | Locatie in de gemeente |
| BU08790200    | Wernhout                        | 1050       | 39               | 39             | Locatie in de gemeente |
| BU08790209    | Verspreide huizen Wernhout      | 2080       | 1525             | 1513           | Locatie in de gemeente |
| BU08790300    | Achtmaal                        | 660        | 24               | 24             | Locatie in de gemeente |
| BU08790309    | Verspreide huizen Achtmaal      | 980        | 2682             | 2682           | Locatie in de gemeente |
| BU08790400    | Rijsbergen                      | 4130       | 199              | 198            | Locatie in de gemeente |
| BU08790408    | Verspreide huizen in het Oosten | 950        | 1386             | 1381           | Locatie in de gemeente |
| BU08790409    | Verspreide huizen in het Westen | 1050       | 1914             | 1900           | Locatie in de gemeente |